# 현수제승법수
현수제승법수(賢首諸乘法數)는 당나라 승려 현수(賢首 643~712)가 편찬한 책으로 숫자가 포함된 불교 요어(要語)를 설명하는 일종의 간이 사전(辭典)이다.

## 개요
『현수제승법수』는 숫자가 포함된 불교 요어(要語)를 설명하는 일종의 간이 사전(辭典)이다. 현수(賢首 643~712)는 당나라 승려로, 이 책을 처음으로 편찬했다고 전해진다. 제승(諸乘)이란 대승(大乘)과 소승(小乘)의 모든 교리, 다시 말해 모든 진리를 가리키는 말이다. 법수(法數)란 불교의 진리를 뜻하는 법과 숫자가 합쳐진 요어를 말한다. 예를 들면 삼계(三界), 사체(四諦), 오온(五蘊), 십이인연(十二因緣), 칠십오법(七十五法)과 같은 어휘이다. 이 요어를 따라서 불법을 탐구하면 종지(宗旨)에 이를 수 있다는 뜻이다. 따라서 제목의 뜻은 현수가 편찬한 모든 경전의 숫자가 들어간 불교의 진리를 말하는 중요한 단어들의 해설집이라는 말이다.

## 지정 문화재
- 현수제승법수 (서울특별시 유형문화재 제394호) : 서울특별시 중랑구 소재
- 현수제승법수 (경기도 유형문화재 제169호) : 경기도박물관 소장
- 현수제승법수 (충청북도 유형문화재 제343호) : 충청북도 청주시 소재
- 서울 운가사 현수제승법수 : 서울특별시 강북구 (서울특별시의 유형문화재 제433호)
- 부산 해운정사 현수제승법수 : 부산광역시 해운대구 우동 (부산광역시 문화재자료 제79호)
- 울산 등용사 현수제승법수 : 울산광역시 일산동 (울산광역시 문화재자료 제28호)
- 양산 광천사 현수제승법수 : 경상남도 양산시 (경상남도 문화재자료 제570호)
- 남양주 수진사 현수제승법수 : 경기도 남양주시 (경기도 유형문화재 제219호)
- 김해 묘련사 현수제승법수 : 경상남도 김해시 소재 (경상남도 유형문화재 제654호)